# Șarlatanul (film)
Șarlatanul este un film regizat de Agnieszka Holland.